# Army Arrangement (álbum)
Army Arrangement es un álbum de estudio de 1985 del músico afrobeat nigeriano Fela Kuti.

## Antecedentes
El álbum se compone de dos canciones. En "Army Arrangement", Fela dirige una crítica al ejército nigeriano y al gobierno militar, en su documentación del período de transición del gobierno militar al gobierno civil a fines de la década de 1970. Mientras que en "Government Chicken Boy", Kuti aborda la cuestión de las personas que obedientemente siguen a la autoridad. También, fue un período en el cual la casa de Kuti sufrió frecuentes ataques.

## Producción y lanzamiento
Junto a la banda Egypt 80, Kuti grabó las cintas de Army Arrangement, que acabarían siendo enviadas a Nueva York para su mezcla. Sin embargo, Kuti fue arrestado por el gobierno nigeriano cuando intentaba viajar a Estados Unidos. Fue mezclado por Bill Laswell con aportes de Sly Dunbar, Ayib Dieng y Bernie Worrell en la batería y el teclado.  Más tarde, Fela se referiría a "Army Arrangement" como una de sus canciones menos favoritas, afirmando: "lo que Bill Laswell ha hecho no es música africana tal como yo la escucho" y "no uso nada que cambie el sonido natural de mis instrumentos. No hago música con computadoras y aparatos electrónicos porque la música africana es sonido natural".
El álbum fue lanzado originalmente bajo el sello Knitting Factory Records y, luego, reeditado bajo otros sellos, incluidos MCA y Universal Records.

## Otros lanzamientos
Army Arrangement fue lanzado como parte de un box set que reúne los "clásicos indiscutibles" de Fela Kuti, cuya selección estuvo a cargo de Erykah Badu.

## Recepción
Un crítico de Pulse Nigeria describió a Army Arrangement como una "crítica política fascinante del gobierno militar nigeriano y plagada de instrumentación batiente e intrépida". Fue considerado junto a Unknown Soldier y Beasts of No Nation como un triplete de Kuti; "tres álbumes consecutivos de máxima calidad, aclamados universalmente y comercialmente exitosos".
La revista Spin escribió: "El pulso que guía cada canción aquí es lúcido y dramático, tal vez menos complejo que las pistas que Egypt 80 terminó, pero no menos convincente. Menos es más cuando estás reproduciendo de oído una música que no es tuya. Por lo tanto, el trabajo de Laswell en el himno "Army Arrangement" muestra una moderación admirable". 
Cuando Kuti fue encarcelado, en lugar de encontrarse con la intimidación habitual de ser un recién llegado, fue recibido con aplausos por los reclusos en la prisión de Kirikiri. Le pidieron que cantara mientras los demás prisioneros aplaudían, algo que cumplió al interpretar "Army Arrangement".
El rapero nigeriano Falz sampleó algunas letras de "Army Arrangement", incluido el uso repetitivo de "e no finish" en la octava pista de su álbum de estudio de 2019, Moral Instruction. 2Baba también lo sampleó en la canción "Jeje" de su álbum de estudio de 2014, The Ascension.

## Lista de canciones
Todas las canciones escritas y compuestas por Fela Kuti. 
| N.º   | Título                   | Duración |  |
| 1.    | «Army Arrangement»       | 30:01    |  |
| 2.    | «Government Chicken Boy» | 29:15    |  |
| 59:16 |                          |          |  |

## Personal
- Feladey & Friends - Artista
- Jean-Pierre Haie - Preparación de CD, Colección
- Fela Kuti - Compositor, Artista principal
- Fela Kuti & Egypt 80 - Artista invitado
- Bernard Matussiere - Fotografía
- Rikki Stein - Notas del álbum, administradora del proyecto